# Frontiers in Neuroanatomy
Frontiers in Neuroanatomy is een internationaal, aan collegiale toetsing onderworpen open access wetenschappelijk tijdschrift op het gebied van de anatomie, morfologie en neurologie. De naam wordt in literatuurverwijzingen meestal afgekort tot Front. Neuroanat. Het wordt uitgegeven door de Zwitserse uitgeverij Frontiers.
Het is een volledig elektronisch tijdschrift dat geen nummers kent; elk artikel wordt afzonderlijk online gezet nadat het is geaccepteerd en vormgegeven.